# Dhammapada
Dhammapada (skt. Dharmapada (धम्मपद);  chiń. Fajujing (法句経); kor. 법구경 Pŏpku kyŏng; jap. Kōkku-kyō; wiet. Kinh Pháp cú) – zbiór mów Buddy.
Jest to jedna z części tekstu Khuddaka Nikaya (tzw. mniejszego zbioru), która stanowi piątą część Suttapitaki. Składa się z 423 wersów podzielonych na 26 rozdziałów i zawiera zbiór moralnych mów Buddy, które do dziś cieszą się niesłabnącym powodzeniem. Uczą się ich i młodzi mnisi hinajany i czytane są w mahajanie. Wielokrotnie także były wydawane w zachodnim kręgu kulturowym
Tłumaczenia na język chiński:
- w 224 r. przez Dharmatratę (skt. Dharmatrāta; chiń. 法救) w Wuchang (według innych opinii, Dharmatrata tylko tekst zestawił, a przetłumaczył Vighna);
- pomiędzy 290 a 306 r. przez Faju i Fali (Faju piyujing);
- w 374 r. przez (Zhu) Funian (Chuyaojing);
- pod koniec X w. przez Tian Xicaia (Faji yaosongjing).